# Nordjyllands Trafikselskab
Nordjyllands Trafikselskab (NT) er et trafikselskab i Nordjylland som står for al bustrafik i Nordjylland, samt jernbanerne under Nordjyske Jernbaner. Selskabet blev oprettet som følge af strukturreformen 1. januar 2007 og overtog både navnet og opgaverne fra det hidtidige trafikselskab, som blev drevet af Nordjyllands Amt.
NT ejes af Region Nordjylland, og de 11 kommuner i dækningsområdet, der samtidig er bestillere af trafik med busser og lokalbaner med tilhørende planlægning af ruter og køreplaner. Aalborg Kommune står dog selv for planlægning af ruter og køreplaner. Selve driften af busserne er udliciteret til private entreprenører efter en kontrakt med NT. Den største entreprenør er Arriva, der bl.a. driver en del af bybusserne i Aalborg. NT omfatter 267 buslinjer betjent af 398 busser, samt 2 jernbaner. Busserne har i gennemsnit årligt ca. 12,5 mio. påstigninger. NT har hovedsæde i Kennedy Arkaden på J.F. Kennedys Plads i Aalborg, bygningen hvor Aalborg Busterminal også holder til.
Nordjyllands Trafikselskab ejer en del af Nordjyske Jernbaner, ligesom selskabet har aktier i Rejsekort & Rejseplan A/S.

## Bestyrelse
Bestyrelsen er NT's øverste organ, og det er bestyrelsen der træffer alle de vigtige politiske beslutninger. Beslutningerne bliver truffet på de årlige bestyrelsesmøder.
Bestyrelsen består af 9 medlemmer - 2 repræsentanter fra regionen og 7 repræsentanter fra kommunerne. Som største bidragsyder har Aalborg Kommune 2 repræsentanter i bestyrelsen. Bestyrelsens formand er 2. viceborgmester Nuuradiin S. Hussein fra Aalborg Kommune.

## Produkter

### Bybusser
Bybusser er en bustype i NT, der kører inden for bygrænserne i de større byer i Nordjylland. NT administrerer udover Aalborgs bybusser også bybusserne i de mindre byer Hobro (2 linjer), Frederikshavn (7 linjer), Thisted (3 linjer), Nykøbing Mors (2 linjer) og Skagen (1 linje om sommeren).
Specielt for Frederikshavn er, at fem af linjerne (1, 2, 11, 12, 13) kører ud over bygrænsen og derved nærmere kan betegnes som lokale oplandslinjer under bybusbetegnelse. I Skagen forefindes i sommerhalvåret, og når der er krydstogtskibe en bybus, der kører rundt mellem byens mange seværdigheder samt beboelsesområder. Bybussen i Skagen var som et forsøg blevet sat til at skulle kører hele året med en minibus. Det blev dog opgivet efter en enkelt vinter grundet for få passagerer.
Hjørring havde også bybusser indtil august 2015. Byen havde fire linjer, der forbandt byens kvarterer og industriområder med banegården. Hjørring havde indtil nedlæggelsen en lang historie som bybusby, som sluttede, da kommunen skulle spare penge. Til erstatning for bybusserne i Hjørring omlagde de kommunale politikkere de lokale busruter og regionale linjer ind og ud af byen til at dække bybussernes værste tab.
Brønderslev var indtil 2018 et reelt bybussystem men blev nedgraderet til et Servicebuskoncept grundet kommunale budgetteringer.

#### Metrobusserne i Aalborg
Metrobusserne var en betegnelse, der tidligere blev brugt om nogle af bybuslinjerne i Aalborg. Busserne havde høj afgangsfrekvens med 7-8 minutters mellemrum i myldretiden og mindede dermed om Movias A-busser. Linjerne som sådan eksisterer dog stadig. De gennemgående linjer er 1 og 2, der kører på en fællestrækning, som forgrener sig ud til Aalborgs satellitbyer. De enkelte grene har bogstavbetegnelser, der dog ikke har noget at gøre med de særlige linjetyper nedenfor såsom E-busserne eller Sommerruterne der markeres med et S

#### Servicebusserne
Servicebusserne betjener ældrecentre, biblioteker, Sundhedshuse og indkøbscentre med busser, som er beregnet til ældre mennesker med plads til rollatorer og let påstigning, Servicebusserne findes i Aalborg med to linjer.
I Aalborg er Servicebusline S1 midlertidigt lagt om i centrum grundet beboerklager om busdrift i en gade. Og anlægsarbejde andre steder i byen.

### De regionale busruter
De regionale busruter binder byerne i Region Nordjylland sammen på kryds og tværs af kommunerne. De starter for det meste i de større byer, før de fortsætter gennem mindre byer og ender i en lidt større by. Rute 54 fra Aalborg til Hadsund og rute 78 fra Hjørring til Sæby er eksempler på disse ruter. Disse ruter er også også kendt for at have få stoppesteder i de større byer, der betjenes af en bybus. De starter/slutter for det meste på en busterminal eller et større knudepunkt, i Aalborg fx på Aalborg Busterminal.
Disse ruter finansieres af regionen.

### Lokale busruter
Lokale busruter er betegnelsen for ruter, der går internt i en kommune. Disse ruter betjener for det meste hovedbyens større oplandsbyer og går til hovedbyens busterminal eller knudepunkt, hvor der kan skiftes til enten bybus, regionalbus eller en anden lokalbusrute til et andet sted i kommunen. Af disse ruter er Linje 80 i Hjørring kommune et eksempel på en lokalbusrute.

### Telebusser
Telebusser er betegnelsen for busser, man skal bestille enten på Rejseplanen eller ringe til busselskabet for at få til at køre. Busserne kører også almindelig rutekørsel til meget små landsbyer men disse er begrænsede til skolernes ringetider, sådan at det typisk er en bus til skolen om morgenen og en til tre busser igen om eftermiddagen efter endt skoledag. Disse busser betjenes oftest med minibusser eller taxaer.

### E-Busser
E-bussserne var indtil August 2022 Ekspresbusruter, der primært kører på hverdage og i myldretiden. Busserne kunne kendes på deres karakteristiske "E" i linjenummeret. E-bus konceptet planlægges genoptaget fra 2023.

### X-busserne
X-busserne er "hurtige og komfortable" ekspresruter, der kører på kryds og tværs i Jylland. Størsteparten af ruterne kører de fleste ugedage, men nogle kører kun fredage og søn- og helligdage og er derfor specielt tilpasset weekendrejsende. Nordjyllands knudepunkt for X-busser er Aalborg Busterminal. I september 2021 blev X-busserne i Nordjylland omdøbt til ekspresbusser, men de har dog beholdt deres hidtidige linjenumre med et X til slut, NT planlægger at omdøbe dem til E-bus konceptet og relancere dette koncept på et tidspunkt. Tidspunktet for dette er dog uvist.

### Natbusser
Natbusserne kører hele året til/fra Aalborg natten efter fredage og lørdage samt natten før en helligdag. Der kører også natbusser internt i Aalborg på hverdagsaftener med lavere frekvens end i weekenden. I vinterperioden kører der ekstra mange afgange i Nordjylland, såkaldte Julenatbusser.

### Specielle sommerruter
NT var indtil 2019, det eneste trafikselskab i Danmark, der kørte med specielle sommerbusruter. Ruterne kører primært i områder, hvor turismen i Nordjylland er omfattende, fx rute 99 Skagerrakkeren mellem Blokhus og Skagen via Hjørring, Hirtshals, Tversted og Skagen. Derudover er der også en guidet rundtur i Nationalpark Thy med en special rute, der hedder 88, der kører tirsdag, torsdag og fredage med forskellige rundture hver af køredagene.
af andre trafikselskaber i Danmark der har oprettet speciale sommerruter, finder vi Movia, der i Guldborgsund Kommune, driver en rute ved navn 743, mellem Gedser og Marielyst.

#### Nedlæggelse af konceptet
2 af de få tilbageværende sommerlinjer der er i NT, står overfor nedlæggelse. Grundet besparelser, har Region Nordjylland meldt ud at ruterne 92, og 99 skal nedlægges. Linjerne der kun har kørt i skolernes sommerferie, og i ferieperioder kan spare NT for et millionbeløb. Efter offentliggørelsen at nedlæggelsen af busruterne 92 og 99, har Fårup Sommerland, været ude og være i diaglog med region og trafikselskab. Bybuslinje 1 i Skagen, der ligeledes er en sommerlinje, er af Frederikshavn kommune også vedtaget nedlagt, ligesom "palmebussen" linje 14, der i Frederikshavn by også var en sommerrute.

## NT's togtrafik
Det er NT's underentreprenør Nordjyske Jernbaner, der står for togdriften i Nordjylland. Siden 2017 har Region Nordjylland haft ansvaret for togtrafikken i Nordjylland, som de overtog fra staten. Blandt andet på grund af udrulningen af det nye signalsystem ERTMS.
Region Nordjylland er selv meget tilfredse med punkligheden efter overtagelsen, så de har ønsket at bibeholde togdriften fra staten, sådan at DSB ikke vender tilbage til Frederikshavn.

## Billettyper
- Kontantbilletter købes hos chaufføren ved indstigning eller på jernbanestationen.[8]
- Rejsekort kan benyttes i hele Nordjylland og hos de fleste andre danske trafikselskaber.[9]
- Man kan købe mobilbilletter via NTbillet.dk[10]
- Pendlerkort med gyldighed på mellem 30 og 180 dage kan bruges på en bestemt strækning.[11]
- TravelPass (24/72 timers billet) kan købes online på NTbillet.dk samt i NT App
- Grøn Søndag. Sidste Søndag i hver måned i sommerhalvåret, kan du for bare 25kr, eller 15(barn/+65), rejse på samme betingelser som et "Travelpass"[12]

## Galleri
- Tre forskellige af NT's designs.
- Natlinje 27N inden afgang fra Aalborg Busterminal.
- Linje 60E kort før afgang til Støvring i NT's nyeste design
- Design fra NT's tidligere metrobuskoncept
- Busser på Aalborg Busterminal
- Ekspresbus i Hurup Thy på Linje 321E